# Александрово (Дмитровський міський округ)
Алекса́ндрово (рос. Александрово) — присілок у складі Дмитровського міського округу Московської області, Росія.

## Населення
Населення — 231 особа (2010; 229 у 2002).
Національний склад (станом на 2002 рік):
- росіяни — 88 %